# Sophie Bennett
Pour les articles homonymes, voir Bennett.
Sophie Bennett est une actrice et chanteuse canadienne née le 6 février 1989.

## Biographie
Sophie Bennett est née dans le monde du cinéma : elle a deux frères, l'un est acteur, il s'appelle Zachary Bennett, l'autre réalisateur. Sa sœur est actrice elle aussi, elle s'appelle Marion. La plus grande série télévisée dans laquelle elle ait joué est Grand Galop ("The Saddle club") et 3 saisons ont été diffusées en France sur Gulli-TNT. Mais elle a aussi eu beaucoup de petits rôles dans plusieurs films et séries télévisées. Elle avait 7 ans lorsqu'elle a joué dans son premier film Critical Choices en 1996, en tant que figurante. 
Elle aime beaucoup le sport et particulièrement le surf, le snowboard, l'équitation et le basket-ball. Sa deuxième passion après le sport est la mode, et elle aimerait beaucoup travailler dans le stylisme. Elle aime également la musique et joue du violon, de la guitare,du piano et de la flûte traversière. Quand elle était petite, elle faisait beaucoup d'apparitions dans des spots publicitaires à la télévision canadienne. Elle a une chienne qui se prénomme Maddie, un cheval Jezz et deux poissons rouges, Diver Dan et Laura.
Sophie est désormais productrice, en parallèle, elle est aussi influenceuse sur les plateformes Youtube et Instagram sous le pseudo de Sophie Maude.

## Filmographie
- Critical Choices 1996 (Danette)[2]
- Chair de poule (Goosebumps) (série télévisée) 1996 - 1998 : (Katie)
- Les Soupçons du cœur (When Secrets Kill) 1997 (Crystal Hughes)
- Universal soldier 2 - Frères d'armes en 1998 (Annie)
- Les Puissants en 1998 (petite fille)
- Real Kids (série télévisée) en 1998 (Stephanie)
- La revanche de Katy en 1999 (Elsie Carr)
- Code Eternity (série télévisée) en 2000 (Jenny)
- Grand Galop (série télévisée) en 2001-2004 (Stéphanie Lake)
- The Salem Witch Trial (série télévisée) en 2002 (Abigail Williams)
- Odyssey 5 (série télévisée) en 2002 (Brianna Mason)